# Joseph von Lindwurm

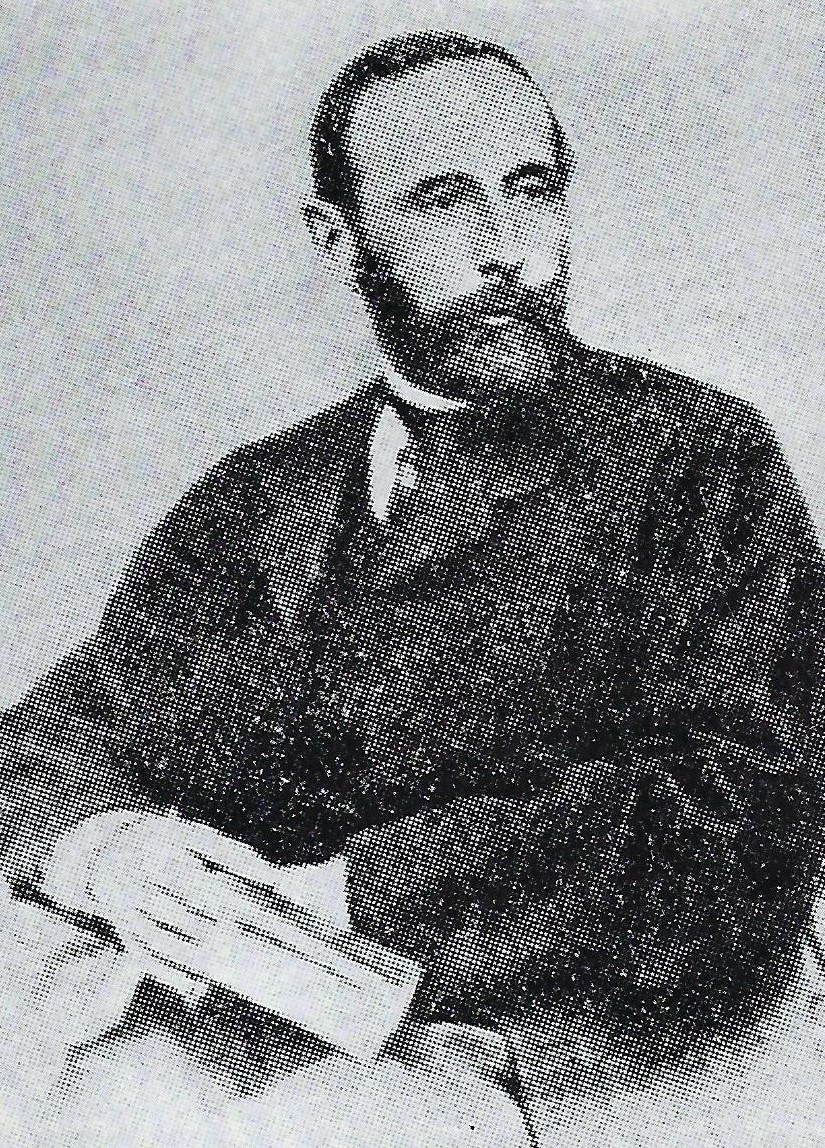
Josef Lindwurm, um 1870

Joseph Lindwurm oder Josef Lindwurm, ab 1872 von Lindwurm, (* 10. April 1824 in Würzburg; † 21. Februar 1874 in München) war ein deutscher Dermatologe und Klinikdirektor.

## Leben
Joseph Lindwurm war das einzige Kind seiner Eltern. Der Vater starb als Joseph vier Jahre alt war, 1842 verlor er die Mutter. Lindwurm absolvierte das Kronberg-Gymnasium Aschaffenburg und das Gymnasium am Kaiserdom in Speyer. Anschließend studierte er an der Julius-Maximilians-Universität in Würzburg Philosophie, Naturwissenschaften und Medizin. An der Universitätsklinik Würzburg (dem Juliusspital) war er psychiatrischer Assistent von Carl Friedrich von Marcus. 1844 wurde er im Corps Bavaria Würzburg recipiert. Ab dem zweiten Semester beschränkte er sich an der Ruprecht-Karls-Universität Heidelberg auf Medizin. Er legte im Herbst 1849 das Staatsexamen ab und wurde ein Jahr später zum Dr. med. promoviert. Forschungsaufenthalte führten ihn nach Dublin, Edinburgh, Wien und Paris. Hier lieferte er den Beweis, dass die sekundäre Syphilis in gleichem Maße ansteckend ist wie die primäre. Nach seiner ausgedehnten Reisetätigkeit betätigte sich Lindwurm in München als praktischer Arzt:

„Im März 1853 reichte er bei der medizinischen Fakultät München ein Gesuch um Zulassung als Privatdozent ein... Als Habilitationsschrift legte er seine Thyphusabhandlung vor. Am 4. August 1853 genehmigte der König das Gesuch. Er hielt Vorlesungen über Syphilis, wobei er bestrebt war, die neuesten Theorien vorzutragen... Er bemühte sich außerdem, die Studenten mit einer 'richtigen, rationellen Therapie' vertraut zu machen... Während der fünf Semester seiner Privatdozententätigkeit las er außerdem über 'Hautkrankheiten..., Krankheiten der Lunge..., Herzkrankheiten..., Krankheiten des Magen und Darmkanals'. Er fand stets zwischen 11 und 24 Zuhörer.“

Büste von Joseph von Lindwurm in der Dermatologischen Klinik in der Thalkirchner Straße in München

Von 1859 bis 1874 leitete Lindwurm die dermatologische Abteilung des Allgemeinen Krankenhauses zu München, dem späteren Krankenhaus links der Isar und heutigen Innenstadt-Klinikum der Universität München. Zudem wirkte er als Direktor der Medizinischen Klinik in München. 1863 wurde er von König Max II. Joseph auf den neuen Lehrstuhl für Dermatologie und Geschlechtskrankheiten der Ludwig-Maximilians-Universität München berufen.

## Ehe
Verheiratet war er mit Josephine von Lindwurm, einer Tochter von Johann Baptist von Zenetti. Das Ehepaar hatte zwei Töchter. Joseph von Lindwurm starb 1874 im Alter von 49 Jahren nur fünf Jahre nach seiner Frau an einer Lungenentzündung. Der Familienname Lindwurm bezieht sich auf das Fabeltier Lindwurm der Germanischen Mythologie.

## Grabstätte

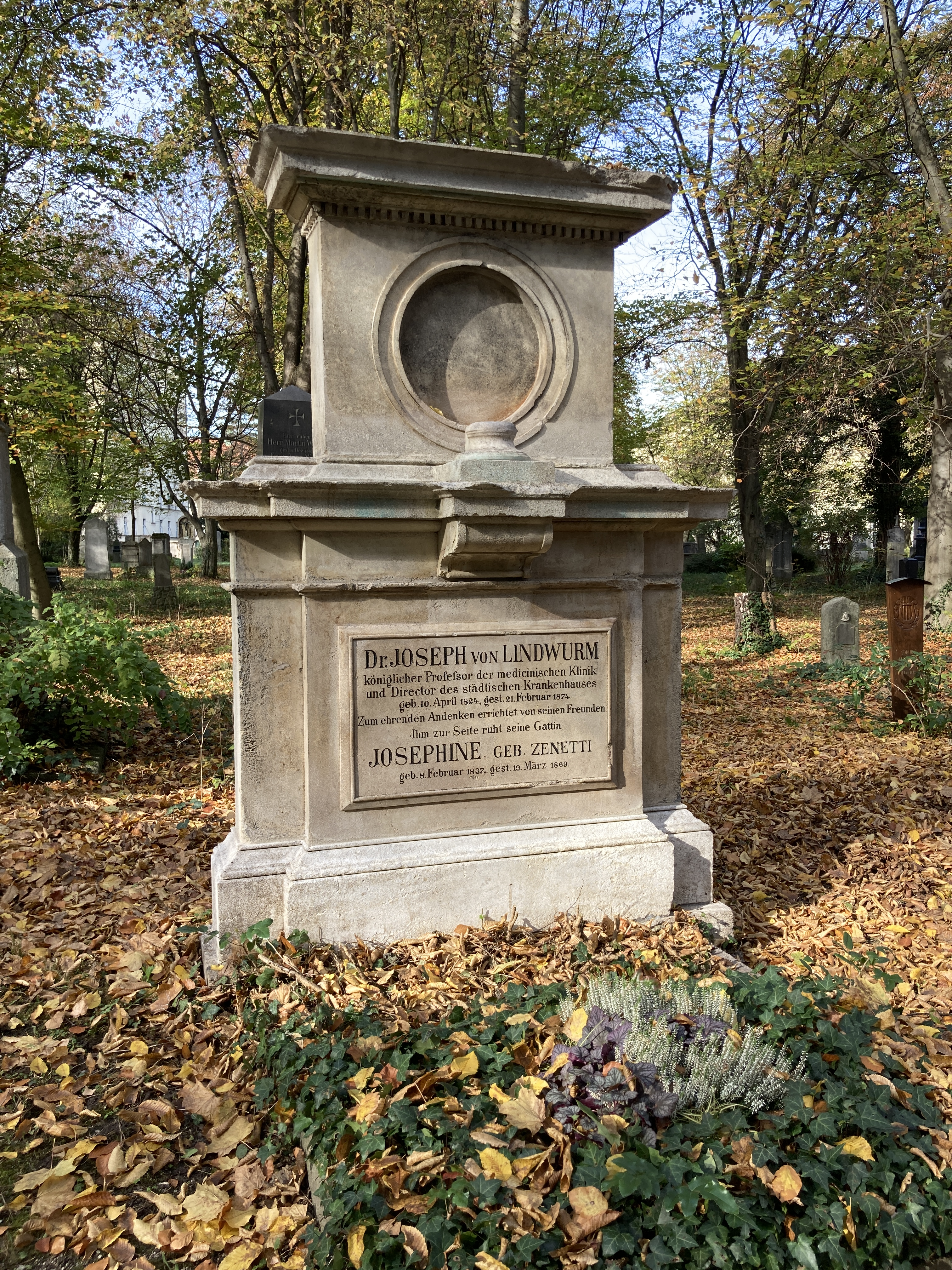
Grab von Joseph Lindwurm auf dem Alten Südlichen Friedhof in München

Joseph Lindwurm starb im Alter von 50 Jahren an einer Lungenentzündung. Die Grabstätte von Joseph Lindwurm befindet sich auf dem Alten Südlichen Friedhof in München (Gräberfeld 5 – Reihe 1 – Platz 38) Standort. In dem Grab befindet sich auch die seine Frau Josephine von Lindwurm (08.02.1837;19.03.1869), geborene Zenetti. Sie war bereits fünf Jahre vor ihrem Mann an den Folgen einer Fehlgeburt mit nur 32 Jahren gestorben.

## Namensgeber für Straße
Nach Joseph Lindwurm wurde die Sendlinger Landstraße am 1. Januar 1878 in die Lindwurmstraße umbenannt. Sie erstreckt sich vom Sendlinger Tor bis zur Plinganserstraße im Stadtteil Sendling.

## Ehrungen
Für seine Verdienste wurde Lindwurm 1872 in den Personaladelstand erhoben. 1873 erhielt er das Ritterkreuz des königlichen Verdienstordens der bayerischen Krone.

## Schriften (Auswahl)
- Über eine eigenthümliche Formveränderung der Blutkörperchen. In: Zeitschrift für rationelle Medizin. 1847, S. 266–268.
- Über die Verschiedenheit der syphilitischen Krankheiten. In: Würzburger medizinische Zeitschrift. 1862, S. 143–177.
- Notwendigkeit der Zwangsrevaccination. In: Ärztliches Intelligenzblatt. 1972, S. 134–135.